# Mecosarthron gounellei
Mecosarthron gounellei är en skalbaggsart som först beskrevs av Auguste Lameere 1903.  Mecosarthron gounellei ingår i släktet Mecosarthron och familjen långhorningar. Inga underarter finns listade i Catalogue of Life.